# Gampel
Gampel (walsertyska: Gampìl) är en ort i kommunen Gampel-Bratsch i kantonen Valais, Schweiz. Orten var före den 1 januari 2009 en egen kommun, men slogs då samman med kommunen Bratsch till den nya kommunen Gampel-Bratsch.